# Hans Huber (Boxer)
Hans Huber (* 1. Januar 1934 in Regensburg; † 12. Januar 2024 in Wenzenbach) war ein deutscher Ringer und Amateurboxer aus Wenzenbach bei Regensburg.
Er kam ursprünglich aus dem Ringerlager. 1956 und 1960 wurde er deutscher Vizemeister im Freistilringen im Schwergewicht jeweils hinter Wilfried Dietrich. Da er gegen den Olympiasieger von 1960 keine Chance sah, wechselte er 1961 in das Boxerlager.
1963 nahm Huber an der Europameisterschaft in Moskau teil und schied dort im Viertelfinale gegen Andrej Wasiljewitsch Abramow aus der Sowjetunion aus. Er gewann im selben Jahr die Deutsche Meisterschaft im Schwergewicht sowie 1964 die deutsche Olympiaqualifikation und wurde daraufhin für die Olympischen Spiele 1964 in Tokio nominiert.
Huber kam im olympischen Boxturnier mit Siegen über den Pakistaner Abdul Rehman und den Italiener Giuseppe Ros ins Finale, verlor dort jedoch hauchdünn nach Punkten gegen den US-Amerikaner Joe Frazier. Am 11. Dezember 1964 wurde er mit dem Silbernen Lorbeerblatt ausgezeichnet.
Hans Huber starb am 12. Januar 2024 im Alter von 90 Jahren im Kreise seiner Familie an den Folgen einer Lungenentzündung.